# Ministro para el Servicio Civil del Reino Unido
En el Gobierno del Reino Unido, el ministro para el Servicio Civil (o de la Función Pública) es el responsable de hacer las regulaciones considerando el Servicio Civil de Su Majestad, cuyo rol es ayudar a los gobernantes del Reino Unido en la formulación e implementación de políticas. El cargo es invariablemente asumido por el primer ministro del Reino Unido.
El Ministerio fue creado por Harold Wilson, el 1 de noviembre de 1968 cuando la responsabilidad del pago y manejo del servicio civil fue transferido del Tesoro de Su Majestad al nuevo Departamento de Servicio Civil; de modo de aclarar la autoridad del primer lord de Tesoro (una oficina bajo el control del primer ministro) sobre el Servicio Civil, por acuerdo constitucional asume que el primer ministro sería jefe del Departamento.
El ministro para el Servicio Civil actual es Keir Starmer.